# 凤冠
鳳冠、凤子冠起源自隋唐，兴盛于宋明，是中國命妇所戴之冠的一種，是礼服首服。明朝时，对其规制有详细的规定。凤冠也是中式婚禮中漢族新娘服的首服。凤冠霞帔亦是新娘服的代名词。

## 历史
中国皇族女性用凤凰形象做头饰的历史，可追溯至汉代。宋朝时，凤冠成为皇族命妇礼服首服。明朝皇族沿袭，皇后、妃嫔使用的礼服冠被称为凤冠。在非官方文献中，外命妇佩戴的礼服冠，亦称为凤冠。清朝皇族使用滿族服飾，女性礼服首服虽饰以凤凰，但主要禮制稱其為朝冠，不過宮廷黃籤則有亦以鳳冠稱之的案例，清中期偶有部分民人漢族出身的嬪妃會於慶典配戴傳統漢式鳳冠，如北京故宮博物院所藏乾隆年間姚文瀚繪《崇慶皇太后八旬萬壽圖》，圖中可見漢族嬪妃配戴金鳳冠。

### 宋朝
- 宋朝第一位皇太后杜太后像
- 宋“真宗皇帝后”画像，当是宋真宗皇后刘氏画像
- 宋“仁宗皇帝后”画像，当是宋仁宗皇后曹氏画像
- 宋英宗皇后高滔滔像
- 宋“徽宗皇帝后”画像，当是宋徽宗皇后郑氏画像
- 宋钦宗皇后朱氏像

清宫南薰殿藏有宋代皇帝、皇后画像，其中“真宗皇帝后”像中，画像所绘皇后凤冠高大，装饰繁复，饰有多条龙、凤。被称为“龙凤珠翠冠”。或指与明定陵出土的皇后凤冠有相似之处。

### 明朝
- 明朝第一位皇后马皇后常服像
- 明宪宗皇后王氏常服像
- 明穆宗生母杜氏礼服像
- 明熹宗生母王氏礼服像
- 崇禎帝生母刘氏常服像

明朝皇族命妇中，以皇后级别最高。洪武三年（1370年），皇后礼服定制，“其冠圆匡，冒以翡翠，上饰九龙四凤，大花十二树，小花数如之。两博鬓十二钿”。皇后常服冠则为双凤翊龙冠。洪武四年（1371年），更定为龙凤珠翠冠，“冠制如特髻，上加龙凤饰，衣用织金龙凤文，加绣饰”。永乐三年（1405年），更定皇后常服冠，“冠用皂縠，附以翠博山，上饰金龙一，翊以珠。翠凤二，皆口衔珠滴。前后珠牡丹二，花八蕊，翠叶三十六。珠翠穰花鬓二，珠翠云二十一，翠口圈一。金宝钿花九，饰以珠。金凤二，口衔珠结。三博鬓，饰以鸾凤。金宝钿二十四，边垂珠滴。金簪二。珊瑚凤冠觜一副。永乐三年（1405年），更定皇后礼服，“其冠饰翠龙九，金凤四，中一龙衔大珠一，上有翠盖，下垂珠结，馀皆口衔珠滴，珠翠云四十片，大珠花、小珠花数如旧。三博鬓，饰以金龙、翠云，皆垂珠滴。翠口圈一副，上饰珠宝钿花十二，翠钿如其数。托里金口圈一副。珠翠面花五事。珠排环一对。皂罗额子一，描金龙文，用珠二十一”。
洪武三年（1370年），定皇妃礼服，礼服冠“冠饰九翚、四凤花钗九树，小花数如之。两博鬓九钿”。常服为鸾凤冠。“又定山松特髻，假鬓花钿，或花钗凤冠。”洪武五年（1372年），定内命妇礼服，三品以上花钗、翟衣，四品、五品山松特髻，大衫为礼服。永乐三年（1405年），更定皇妃礼服，“九翟冠二，以皂縠为之，附以翠博山，饰大珠翟二，小珠翟三，翠翟四，皆口衔珠滴。冠中宝珠一座，翠顶云一座，其珠牡丹、翠穰花鬓之属，俱如双凤翊龙冠制，第减翠云十。又翠牡丹花、穰花各二，面花四，梅花环四，珠环各二。”嘉靖十年，始定九嫔礼服，“冠用九翟，次皇妃之凤”。
洪武三年（1370年），定皇太子妃礼服，与皇妃同。常服则用犀冠，刻以花凤。永乐三年（1405年），更定皇太子妃礼服，“九翚四凤冠，漆竹丝为匡，冒以翡翠，上饰翠翚九、金凤四，皆口衔珠滴。珠翠云四十片，大珠花九树，小珠花数如之。双博鬓，饰以鸾凤，皆垂珠滴。翠口圈一副，上饰珠宝钿花九，翠钿如其数。托里金口圈一副。珠翠面花五事。珠排环一对。珠皂罗额子一，描金凤文，用珠二十一。”
洪武三年（1370年），定親王妃礼服，为九翚四凤冠。永乐三年（1405年），又定九翟冠，制同皇妃。公主冠服，与亲王妃同，惟不用圭。
永乐三年（1405年），定亲王世子妃、郡王妃、郡主冠服，亲王世子妃与亲王妃同，惟冠用七翟。郡王妃冠与亲王世子妃同。郡主冠服与郡王妃同。惟不用圭，减四珠环一对。
郡王长子夫人礼服冠为珠翠五翟冠，鎮國將軍夫人、辅国将军夫人、奉國將軍淑人、鎮國中尉恭人、輔國中尉宜人冠服同。惟辅国将军夫人以下冠用四翟，辅国中尉宜人、奉国中尉安人冠用三翟。县主、郡君、縣君、鄉君礼服相同，唯冠不同，依次是珠翠五翟冠、四翟冠、三翟冠。

### 清朝
清代官方服飾制度中皇族女性不再配戴傳統漢式鳳冠，而是配戴綴有金鳳、金翟、金孔雀的朝冠，為滿族服飾，不過宮廷收儲物件紀錄的黃籤則有亦以鳳冠稱之的案例。

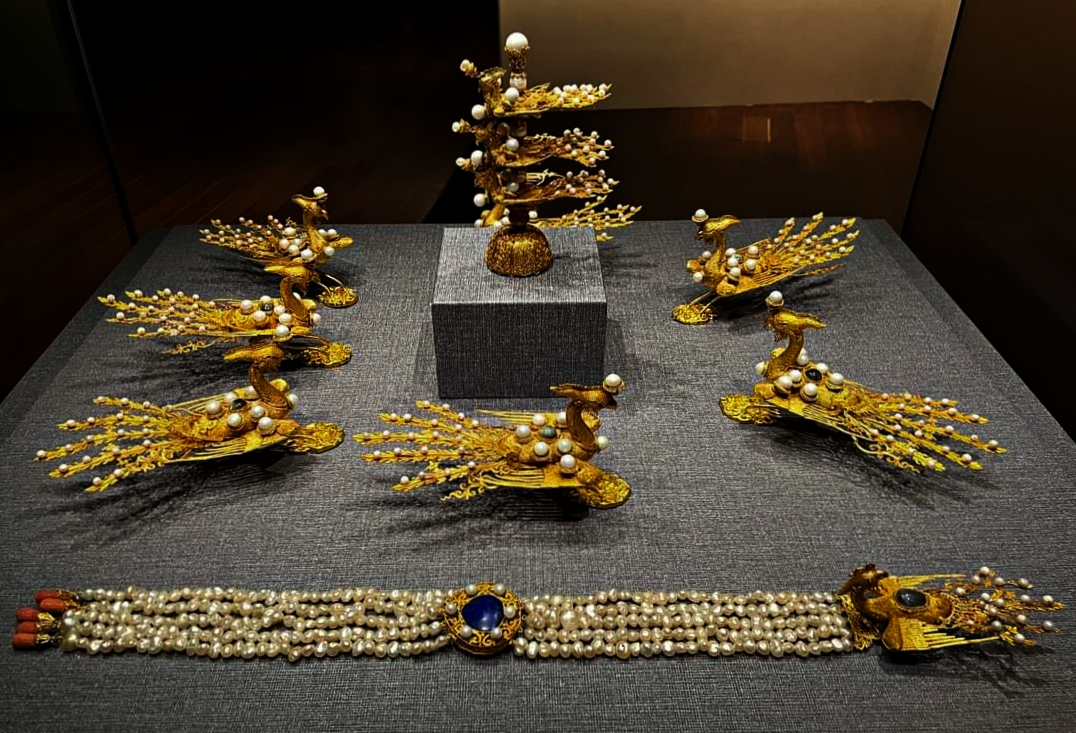
清代 十八世紀 皇后朝冠金鳳飾件一套；內含三層金鳳冠頂一件、冠圍金鳳七件、冠尾金翟一件及五行二就珠穗；國立故宮博物院

雖然改以配戴朝冠為身份象徵，宮廷女性仍有配戴漢式鳳冠的案例，清中期偶有部分民人漢族出身的嬪妃會於慶典配戴傳統漢式鳳冠，如北京故宮博物院所藏乾隆年間姚文瀚繪《崇慶皇太后八旬萬壽圖》，圖中央可見崇慶皇太后與乾隆皇帝兩側第一排的嬪妃為嬪位以上，身著朝服，第二排的嬪妃則是嬪位以下，因其身份沒有對應的朝服服制而穿著本族禮服，可見滿族旗人穿著吉服、容妃和卓氏穿著維族禮服，而其餘漢族嬪妃則配戴金鳳冠。另外臺北國立故宮博物院的館藏中有一件“嵌東珠金鳳冠”，依據鳳冠的做工、珠寶用料、型態等，應為宮廷女子所用，也與《崇慶皇太后八旬萬壽圖》中的描繪相呼應。

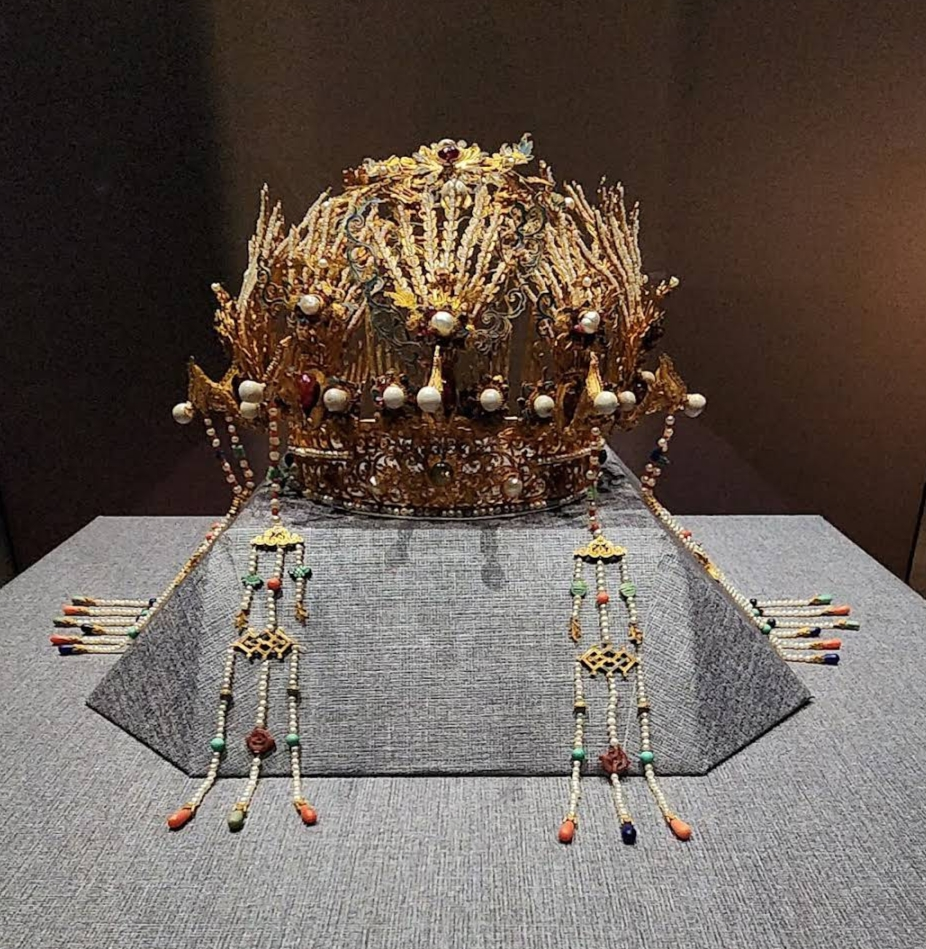
清代 十八世紀 嵌東珠金鳳冠，為清代宮廷漢族嬪妃所用，藏於國立故宮博物院

不同于明朝的鳳冠，清代的鳳冠結構為半冠，冠體僅有前半部，而並非如明代鳳冠環照住整個頭部。